# Da Varano
Les Da Varano sont une importante famille noble qui compta plusieurs condottieri et qui s'est éteinte en 1882 avec le décès de Rodolfo, de la branche de Ferrare. Elle est originaire du duché de Spolète et a gouverné la ville et le territoire de Camerino dans les Marches pendant près de 300 ans où ses membres agirent comme des maîtres absolus. Parmi les descendants des branches mineures de la famille, on trouve le photographe italien Andrea Varani. 

## Histoire

### Origines

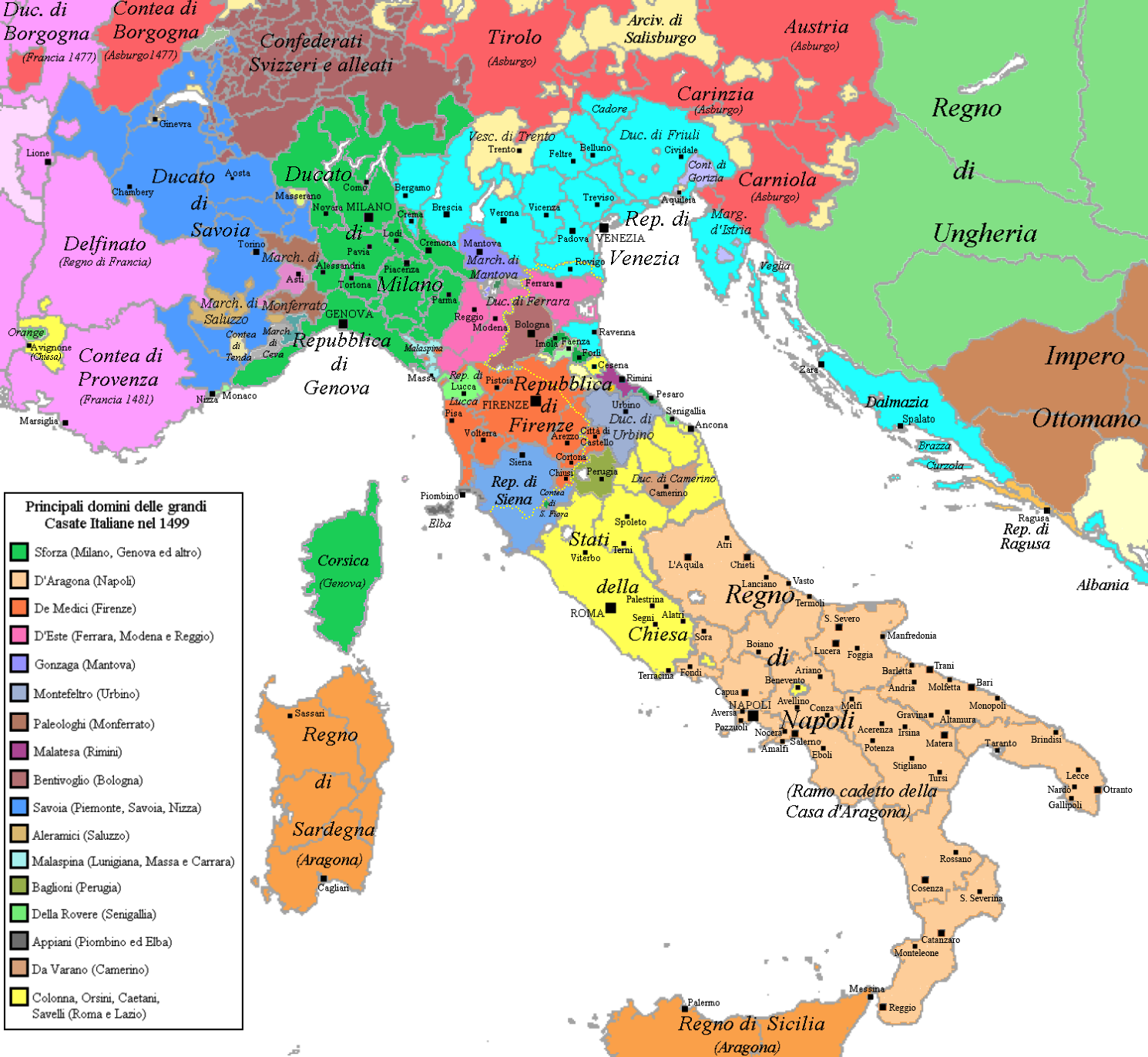
Italie du 1499 avec indication du duché de Camerino

Les premières informations sur les Da Varano datent du XIIIe siècle et concernent un certain Prontaguerra da Varano, seigneur du territoire camerte et puissant dirigeant du parti guelfe, comme le seront presque tous ses descendants. Son arrière-petit-fils, Gentile, est à la tête des guelfes de Camerino quand il voit la ville détruite par le roi Manfredi. Il la reconstruit une fois devenu chef du gouvernement Camerte après la bataille de Bénévent. Il y fait bâtir un palais, signe de son désir de dominer la cité. 
La nomination de Gentile comme comte en 1282, c'est-à-dire de chef de la province papale de Campagna et Marittima au sud du Latium, par Martin IV, a été démentie par des études récentes . Décédé en 1284, il  laisse deux enfants, Rodolfo et Berardo. Rodolfo hérite du titre et se fait élire capitaine du peuple de Lucques, comte de la Campanie romaine et capitaine du peuple de Camerino ce qui lui permet de contourner les institutions communales.  Il devient capitaine de Pérouse en 1292, de Pistoia en 1294, de Florence en 1296 et de Bologne en 1297, villes qui sont placées de facto sous sa tutelle.  Pendant ce temps, son frère Berardo combat les armes à la main dans des villes plus lointaines. Capitaine général de l'armée pontificale aux ordres de Boniface VIII, il contre une offensive dirigée par Philippe le Bel. Rodolfo meurt en 1314 et, deux ans plus tard, Berardo devint le seigneur de Camerino. En 1319, il est nommé marquis d'Ancône par le pape Jean XXII. C'est la période de la papauté d'Avignon et Berardo est alors l'homme de confiance du pape en charge de préserver les biens des États pontificaux. En 1322, il conquiert Urbino, Fano, Osimo et Recanati, les fleurons de la Quintapole.

### Gentile II

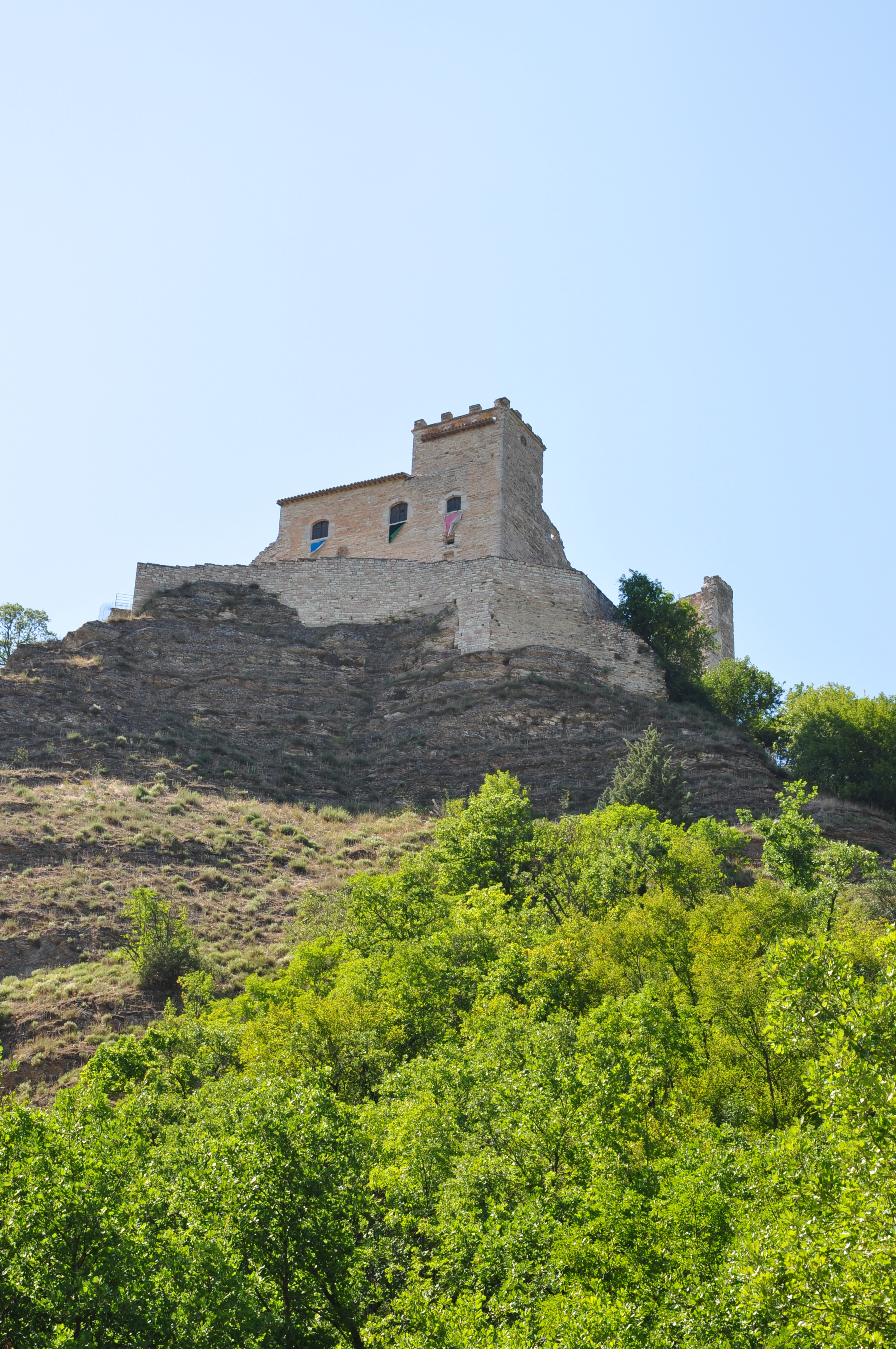
La Rocca Varano près de Camerino.

Au décès de Berardo I en 1329, son fils Gentile II lui succède. Il étend l'influence de la famille en conquérant Tolentino, Gualdo Tadino et San Ginesio. Fervent guelfe et guerrier expérimenté à la tête d'une condotta renommée, il se battre régulièrement contre les gibelins.  En 1332, il devient vicaire pontifical quand son fils Berardo meurt subitement, laissant quatre héritiers. Sa politique consiste principalement à satisfaire autant que faire se peut le pape Innocent VI et le cardinal Albornoz, parti à la reconquête du domaine de Saint-Pierre . 

### Rodolfo II
L'aîné de ses petits-enfants, Rodolfo II, succède à Gentile II quand il meurt prématurément en 1355. Il s'avére être un stratège politique compétent et influent en faveur de Camerino au-delà des attentes de son grand - père. Il continue de soutenir le cardinal Albornoz qui tente de reprendre les nombreuses seigneuries des Marches et de la Romagne qui s'étaient rebellées contre l'Église. Nommé par le pape Innocent IV gonfalonier de Santa Romana Chiesa, il remporte de grandes victoires contre les villes rebelles à l'autorité pontificale comme Ascoli Piceno ou Foligno. Il combat aussi avec succès les Ordelaffi et les Malatesta. Chef des forces papales jusqu'en 1359, il devient ensuite commandant de l'armée florentine avec laquelle il se bat contre Bernabò Visconti en 1370. En 1375, il dirige la ligue des villes guelfes, Florence, Sienne, Bologne, Pérouse. Jusqu'à sa mort, il s'illustre comme soldat et comme fin politicien. 
Rodolfo II ne laisse pas d'héritier mâle . À  sa mort, en 1384, son frère Giovanni, surnommé Scapaferro, devient le chef du petit État de Camerino. Il décède l'année suivante sans descendance. Le  gouvernement revient naturellement au dernier des quatre frères, Gentile III, qui poursuit la politique papale soutenue traditionnellement par la famille ce qui lui permet d'être nommé sénateur de Rome en 1362 . 

### Rodolfo III

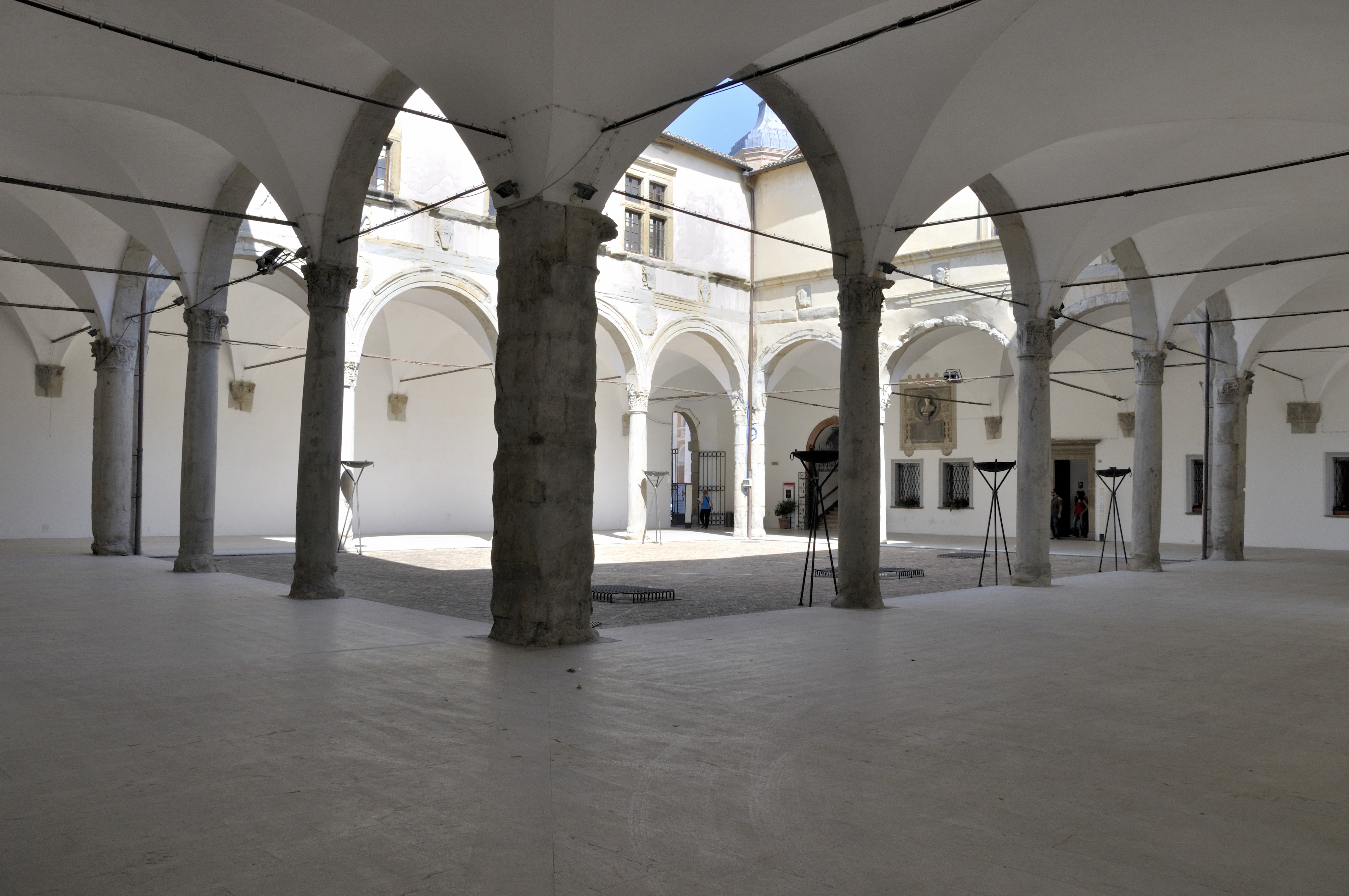
La cour Renaissance du Palais Ducal de Camerino

En 1393, il est remplacé par son fils Rodolfo III qui, grâce à ses qualités de dirigeant, reçoit Civitanova en cadeau du pape. Il soutient lLadislas Ier d'Anjou lors de son accession sur le trône de Naples. En 1418, Nicolina di Rodolfo III Varano épouse, en secondes noces, Braccio da Montone, de qui elle a un fils, Carlo Fortebraccio, en 1419. En 1421, son frère Berardo Da Varano échappe miraculeusement au massacre de Nocera lors duquel Niccolo et Bartolomeo Trinci sont tués. Le mariage du premier fils de Braccio, Oddo, avec Elisabetta Trinci, fille de Niccolò, en 1418, scelle l'alliance entre les familles Fortebraccio, Varano et Trinci. La défaite et la mort de Braccio en 1424 marquent l'abaissement de ces familles. 
Avec la disparition de Rodolfo III, le déclin de la famille, qui est déchirée par des luttes de pouvoir, commence. Son fils Giovanni II a été désigné comme son successeur mais Rodolfo III a eu soixante-trois enfants, nés de trois épouses successives dont Elisabetta Malatesta et Costanza Smeducci, et surtout d'une multitude de maîtresses . Les règles de succession établies par le père sont contestées par les enfants et une lutte dynastique féroce se déchaîne, réprimée par l'intervention du cardinal Vitelleschi qui est envoyé en 1433 par le pape Eugène IV. Ce dernier tente de calmer le conflit en faisant décapiter le frère le plus exalté, Piergentile, mais les autres conspirent et assassinent Giovanni II. La lutte pour la succession se transforme en une révolte populaire dans laquelle les deux frères restants, Berardo et Gentil Pandolfo seront tués lors de ce qui est appelé le massacre de Varano . Seuls deux fils survivent, Rodolfo IV, fils de Piergentile, qui se réfugie à Rimini dans la famille Malatesta, et Giulio Cesare, fils de Jean II, qui reste à Camerino, sous la protection de Francesco Sforza qui est prêt à en découdre.

### Rodolfo IV
En 1444, Rodolphe IV reconquiert la ville, mais doit cependant céder Tolentino aux États pontificaux. Il décède en 1464 . 

### Giulio Cesare
Giulio Cesare, grand guerrier, généreux mécène et condottiere qui a combattu au service du pape, de Florence, de Milan et de Venise, lui succède. Il avait échappé aux massacres par miracle, et notamment à un guet-apens mis au point par des conjurés à la sortie de l'église Saint-Dominique. Il renforce ses pouvoirs dans la région par son mariage avec Giovanna Malatesta en 1456. Il refuse d'aller en croisade dans le Péloponnèse en 1463 pour contrer les projets de Sigismondo Malatesta, qui est lui-même obligé de partir. En 1474, il règle ses comptes avec Niccolo Vitelli à qui il prend Città di Castello. Il fait édifier forteresses et châteaux sur une ligne défensive entourant la seigneurie. En compensation de son engagement militaire sans faille au service des Angevins de Naples, le pape lui offre la seigneurie de Civitanova. Il donne aussi à Giovanna Malatesta une des places fortes des États pontificaux, Lanciano, qui est aménagée en casino dei Delizie, puis en véritable palais décoré de magnifiques fresques. Giulio Cesare exploite les ressources locales, multiplie le nombre de moulins et les canaux d'irrigation. La Botte dei Varano, ouvrage hydraulique exceptionnel protégé par la rocca de Varano, est construite de 1458 à 1464 pour récupérer les eaux du fleuve Chienti afin d'arroser le plateau d'altitude de Colfiorito . 
En 1484, Giulio Cesare signe un contrat de condotta avec Venise contre le paiement de 35 000 ducats et est inscrit sur le Livre d'or de la noblesse vénitienne. L'année suivante, avec Roberto Sanseverino, il se voit confier le bâton de commandement des armées vénitiennes lors d'une cérémonie grandiose.  
Il ne parvient toutefois pas à se défendre contre les troupes de Cesare Borgia qui, en 1502, conquiert la ville et le tue ainsi que trois de ses fils. Transporté dans la forteresse de Pergola, il est exécuté par Michelotto Corella, condottiere espagnol au service des Borgia, tandis que ses fils Annibale, Venanzio et Pirro sont enfermés dans la forteresse de Cattolica. Micheletto, arrivé à Cattolica, étrangle Annibale et Venanzio, tandis que Pirro, emmené à Pesaro, est assassiné devant l'église de San Francesco. Giovanni Maria réussit à s'échapper avec son cousin Ercole, fils de Rodolfo IV; tous deux sont sauvés de la fureur du « Valentinois » en gagnant d'abord L'Aquila, puis Venise. Sa sœur Camilla da Varano, ou sœur Battista, religieuse Clarisse, a également fui Camerino. Elle a d'abord demandé l'hospitalité aux Pauvres Dames de Fermo, qui, par peur des représailles, ne l'ont pas accueillie. Elle s'enfuit alors à Atri dans le Royaume de Naples avant de revenir ensuite à Camerino. 
Les troupes pontificales érigent en une année la rocca del Borgia, forteresse qui domine Camerino.

### Giovanni Maria
Alexandre VI mort, le pape Jules II, après avoir récupéré les possessions papales, rend Camerino à Giovanni Maria (1481-1527), qui, découvrant à Cagli Micheletto da Valenza, l'emprisonne, le tue puis le coupe en morceaux. En 1515, le pape Léon X le crée duc lors d'une cérémonie solennelle présidée par son neveu le cardinal Innocenzo Cybo, délégué papal, par l'évêque de Nocera, commissaire apostolique, par le camerte Varino Favorino, humaniste et professeur de langue du pape Léon X et par l'évêque de Camerino Antongiacomo Bongiovanni. À sa mort en 1527, sans descendance masculine, le duché de Camerino est réuni à celui d'Urbino car sa fille Giulia, seule héritière, a épousé le duc d'Urbino Guidobaldo II Della Rovere. Giulia, sous la régence de sa mère Caterina Cybo, cède ses droits à Paul III en 1539 . 

### Ercole
Ercole, fils de Rodolfo IV qui vit à Ferrare, est le seul survivant de la famille. Il tente de reprendre Camerino mais est capturé et emprisonné. Par la suite son fils Mattia est également expulsé de la ville des Marches après l'avoir reconquise pendant une courte période. Le pape Paul III intervient pour aider Ercole à qui il a conféré le titre de duc de Camerino, mais, celui-ci, incapable de retourner dans ses territoires ancestraux, reste à Ferrare. En 1549, son neveu Piergentile tente sans succès de regagner la ville. 

### Autres
- Antonio da Varano (XVe siècle), podestat de Mantoue de 1418 à 1419 [4]
- Tomaso da Varano (XVe siècle), homme de lettres
- Giulio da Varano (XVe siècle), philosophe au service de la famille Gonzaga

## Remarques
1. 1 2 3 4 5 6 7 8 9 10  Sophie Cassagnes-Brouquet, Bernard Doumerc, Les Condottières, Capitaines, princes et mécènes en Italie, XIIIe – XVIe siècle, Paris, Ellipses, 2011, 551 p. (ISBN 978-2-7298-6345-6), Les Da Varano de Camerino (page 133)
2. ↑  P.L. Falaschi, Orizzonti di una dinastia: i Varano di Camerino, in Il Quattrocento a Camerino luce e prospettiva nel cuore della Marca, a cura di A. De Marchi e M. Giannatiempo Lopez, Milano 2002, p. 37.
3. ↑  Da Camilla Chiavelli di Fabriano ebbe due figlie, Elisabetta, che nel 1367 andò in sposa a Galeotto I Malatesta, signore di Pesaro e Gentile, che sposò Galeotto I Malatesta, signore di Rimini
4. ↑  Carlo D'Arco, Studi intorno al municipio di Mantova, Mantova, 1871.